# Ch y la pizza
«Ch y la pizza» es una canción grabada e interpretada por el grupo estadounidense Fuerza Regida y el cantante mexicano Natanael Cano. Fue escrita por Daniel Candia y Miguel Armenta y producida por Jesús Ortíz Paz, quién es también el vocalista del grupo. Fue lanzada el 1 de diciembre de 2022 como el tercer sencillo del séptimo álbum de estudio del grupo Pa que hablen (2022), a través de Rancho Humilde, Street Mob Records, Los CT y distribuida por Sony Music Latin.
La canción logró llegar a la posición 68 de la lista Billboard Hot 100 de Estados Unidos, así como también debutó en listas como Global 200 y Hot Latin Songs.
Musicalmente el sencillo es un corrido tumbado con arreglos de música sierreña y norteña con tuba, la letra hace referencias al narcotráfico en México, apología al delito y a la santería. El título de la canción es una referencia fonética a «La chapiza», una facción del grupo delictivo Cártel de Sinaloa, liderada por Ovidio Guzmán López, Joaquín Guzmán López, Jesús Alfredo Guzmán Salazar e Ivan Archivaldo Guzmán Salazar, todos ellos hijos del capo Joaquín «El Chapo» Guzmán Loera.
El 29 de marzo de 2023 se lanzó una versión en banda sinaloense de la canción interpretada en solitario por el grupo.

## Video musical
Un videoclip oficial dirigido por la empresa DBM se estrenó el 2 de diciembre de 2023 en el canal de YouTube de Fuerza Regida al mismo tiempo que fue ambos artistas la interpretaban en vivo en la Crypto.com Arena de Los Ángeles, ante un lleno total. En su primera semana de estreno, el video se posicionó en top 10 de tendencias en YouTube México, top 200 en Estados Unidos, y top 50 en países como Guatemala, El Salvador, Honduras, Nicaragua y Colombia en la misma plataforma. Actualmente el video cuenta con más de 175 millones de vistas.

## Posicionamiento en listas
| Lista (2023)                       | Mejor posición |
| ---------------------------------- | -------------- |
| Estados Unidos (Billboard Hot 100) | 68             |
| Estados Unidos (Hot Latin Songs)   | 9              |
| Global 200 (Billboard)             | 39             |
| México (Mexico Songs)              | 7              |